# Giuseppe Taddei
Giuseppe Taddei (26 de Junho de 1916 - 2 de Junho de 2010) foi um barítono italiano, famoso por interpretar óperas de Wolfgang Amadeus Mozart e Giuseppe Verdi.
Taddei nasceu em Gênova, Itália e estudou em Roma, onde ele fez sua estréia profissional em 1936 como Herald em Lohengrin. Ele cantou na Ópera de Roma até ser convocado pelo Exército Italiano em 1942. Depois da guerra, ele resumiu sua carreira às óperas e apareceu na Ópera Estatal de Viena em duas temporadas. Taddei fez sua estréia em Londres em 1947 no Teatro de Cambridge. No ano seguinte, em 1948, ele fez sua estréia no Festival de Salzburgo, no La Scala de Milão e no Teatro de São Carlos em Nápoles. Sua primeira aparição nos Estados Unidos aconteceu em 1957 com a Ópera de São Francisco, seguida da Ópera Lírica de Chicago em 1959. Taddei cantou regularmente no Royal Opera House em Londres, entre 1960 até 1967.
Taddei foi igualmente efetivo em óperas dramáticas e cômicas. Seu repertório incluía Le Nozze di Figaro, Il Barbiere di Siviglia, Don Giovanni, Elisir D'amore, Ernani, Macbeth, Rigoletto, Aida, Otello, Falstaff, La Gioconda, Andrea Chérnier, Tosca, entre tantas outras. Sua longevidade vocal foi tanta, que ele cantou no Metropolitan Opera dia 25 de Setembro de 1985, em Falstaff, aos sessenta e nove anos de idade.

## Discografia

### Década de 1940
- 1941 - Andrea Chénier (Giordano) - Oliviero de Fabritiis: Giuseppe Taddei (Pietro Fléville)
- 1941 - Andrea Chénier (Giordano) - Oliviero de Fabritiis: Giuseppe Taddei (Fouquier-Tinville)
- 1949 - Gianni Schicchi (Puccini) - Alfredo Simonetto: Giuseppe Taddei (Gianni Schicchi)

### Década de 1950
- 1950 - Il barbiere di Siviglia (Rossini) - Fernando Previtali: Giuseppe Taddei (Figaro)
- 1950 - Falstaff (Verdi) - Mario Rossi: Giuseppe Taddei (John Falstaff)
- 1951 - La Bohème (Puccini) - Gabriele Santini: Giuseppe Taddei (Marcello)
- 1951 - Ernani (Verdi) - Fernando Previtali: Giuseppe Taddei (Don Carlo)
- 1951 - La traviata (Verdi) - Oliviero de Fabritiis: Giuseppe Taddei (Giorgio Germont)
- 1951 - Aida (Verdi) - Oliviero de Fabritiis: Giuseppe Taddei (Amonasro)
- 1952 - Guillaume Tell (Rossini) - Mario Rossi: Giuseppe Taddei (Guglielmo Tell)
- 1952 - Adriana Lecouvreur (Cilèa) - Gabriele Santini: Giuseppe Taddei (Michonnet)
- 1952 - La traviata (Verdi) - Gabriele Santini: Giuseppe Taddei (Giorgio Germont)
- 1953 - Madama Butterfly (Puccini) - Angelo Questa: Giuseppe Taddei (Sharpless)
- 1953 - Linda di Chamounix (Donizetti) - Alfredo Simonetto: Giuseppe Taddei (Antonio)
- 1953 - L'elisir d'amore (Donizetti) - Gianandrea Gavazzeni: Giuseppe Taddei (Belcore)
- 1953 - Die Zauberflöte (Mozart) - Herbert von Karajan: Giuseppe Taddei (Papageno)
- 1953 - Eugen Onegin (Tchaikovsky) - Nino Sanzogno: Giuseppe Taddei (Evgeni Oneguin)
- 1954 - Tosca (Puccini) - Oliviero de Fabritiis: Giuseppe Taddei (Baron Scarpia)
- 1954 - Rigoletto (Verdi) - Angelo Questa: Giuseppe Taddei (Rigoletto)
- 1954 - Otello (Verdi) - Franco Capuana: Giuseppe Taddei (Yago)
- 1954 - L'elisir d'amore (Donizetti) - Mario Rossi: Giuseppe Taddei (Il dottor Dulcamara)   DVD
- 1955 - Don Giovanni (Mozart) - Max Rudolf: Giuseppe Taddei (Don Giovanni)
- 1955 - Les Huguenots (Meyerbeer) - Tullio Serafin: Giuseppe Taddei (Nevers)
- 1955 - Andrea Chénier (Giordano) - Angelo Questa: Giuseppe Taddei (Charles Gérard)
- 1955 - Tosca (Puccini) - Vincenzo Belleza: Giuseppe Taddei (Baron Scarpia)
- 1956 - Moïse et Pharaon (Rossini) - Tullio Serafin: Giuseppe Taddei (Faraone)
- 1956 - Linda di Chamounix (Donizetti) - Tullio Serafin: Giuseppe Taddei (Antonio)
- 1956 - Falstaff (Verdi) - Tullio Serafin: Giuseppe Taddei (John Falstaff)        DVD
- 1957 - I vespri siciliani (Verdi) - Tullio Serafin: Giuseppe Taddei (Guido de Monforte)
- 1957 - Moïse et Pharaon (Rossini) - Tullio Serafin: Giuseppe Taddei (Faraone)
- 1957 - Tosca (Puccini) - Tullio Serafin: Giuseppe Taddei (Baron Scarpia)
- 1958 - Otello (Verdi) - Thomas Beecham: Giuseppe Taddei (Yago)
- 1958 - L'elisir d'amore (Donizetti) - Tullio Serafin: Giuseppe Taddei (Il dottor Dulcamara)
- 1959 - Le nozze di Figaro (Mozart) - Carlo Maria Giulini: Giuseppe Taddei (Figaro)
- 1959 - Don Giovanni (Mozart) - Carlo Maria Giulini: Giuseppe Taddei (Leporello)

### Década de 1960
- 1960 - Macbeth II (Verdi) - Vittorio Gui: Giuseppe Taddei (Macbeth)
- 1960 - Les pêcheurs de perles (Bizet) - Armando La Rosa Parodi: Giuseppe Taddei (Zurga)
- 1961 - La forza del destino (Verdi) - Fernando Previtali: Giuseppe Taddei (Don Carlos de Vargas)
- 1961 - Le nozze di Figaro (Mozart) - Carlo Maria Giulini: Giuseppe Taddei (Figaro)
- 1962 - Tosca (Puccini) - Herbert von Karajan: Giuseppe Taddei (Baron Scarpia)
- 1962 - Tosca (Puccini) - Carlo Felice Cillario: Giuseppe Taddei (Baron Scarpia)
- 1962 - Così fan tutte (Mozart) - Karl Böhm: Giuseppe Taddei (Guglielmo)
- 1962 - Die Meistersinger von Nürnberg (Wagner) - Lovro Von Matacic: Giuseppe Taddei (Sachs)
- 1963 - La Bohème (Puccini) - Herbert von Karajan: Giuseppe Taddei (Schaunard)
- 1964 - Macbeth II (Verdi) - Thomas Schippers: Giuseppe Taddei (Macbeth)
- 1964 - Knias Igor (Borodin) - Armando La Rosa Parodi: Giuseppe Taddei (Igor Sviatoslavich)
- 1965 - I Pagliacci (Leoncavallo) - Herbert von Karajan: Giuseppe Taddei (Tonio)
- 1966 - Simon Boccanegra (Verdi) - Giuseppe Patané: Giuseppe Taddei (Simon Bocanegra)
- 1967 - L'elisir d'amore (Donizetti) - Gianandrea Gavazzeni: Giuseppe Taddei (Belcore)   DVD
- 1967 - L'elisir d'amore (Donizetti) - Gianandrea Gavazzeni: Giuseppe Taddei (Belcore)
- 1968 - Ernani (Verdi) - Manno Wolf-Ferrari: Giuseppe Taddei (Don Carlo)

- 1969 - Belisario (Donizetti) - Gianandrea Gavazzeni: Giuseppe Taddei (Belisario)

### Década de 1970
- 1973 - Caterina Cornaro (Donizetti) - Alfredo Silipigni: Giuseppe Taddei (Lusignano)
- 1974 - Luisa Miller (Verdi) - Alberto Erede: Giuseppe Taddei (Miller)
- 1974 - Guillaume Tell (Rossini) - Jacques Delacôte: Giuseppe Taddei (Guglielmo Tell)
- 1974 - Un giorno di regno ossial Il finto Stanislao (Verdi) - Piero Bellugi: Giuseppe Taddei (Barón di Kelbar)
- 1975 - Don Pasquale (Donizetti) - Carlo Franci: Giuseppe Taddei (Don Pasquale)
- 1976 - Le Convenienze ed Inconvenienze Teatrali (Donizetti) - Carlo Franci: Giuseppe Taddei (Mamma Agata)
- 1977 - Adriana Lecouvreur (Cilèa) - Gianandrea Gavazzeni: Giuseppe Taddei (Michonnet)

### Década de 1980
- 1980 - Falstaff (Verdi) - Herbert von Karajan: Giuseppe Taddei (John Falstaff)
- 1982 - Falstaff (Verdi) - Herbert von Karajan: Giuseppe Taddei (John Falstaff)  DVD

### Década de 1990
- 1992 - Manon Lescaut (Puccini) - James Levine: Giuseppe Taddei (Geronte di Ravoir)